# Scarlet Evil Witching Black
Scarlet Evil Witching Black — второй студийный альбом группы Necromantia выпущенный в 1995 году.

## Об альбоме
Диск смикширован в студии Sin Ena Studio. Обложку альбома создал Panos Sounas. Мастеринг производился в Zircon Mastering House Chris Hajistamou, он же выступил звуковым инженером и продюсером.
При записи альбома не была задействована ритм-гитара. Лирика к композиции The Arcane Light of Hecate написана Andea Meyer Haugen. В композиции Pretender to the Throne (Opus 2 - Battle in the Netherworld) использована начальная мелодия из антракта к 3 действию оперы Валькирия Рихарда Вагнера.

## Список композиций
1. Devilskin - 5:50
2. Black Mirror - 6:30
3. Pretender to the Throne (Opus 1 - The Usurper's Spawn) - 5:27
4. The Arcane Light of Hecate - 4:20
5. Scarlet Witching Dreams - 5:27
6. The Serpent and the Pentagram - 5:21
7. Pretender to the Throne (Opus 2 - Battle in the Netherworld) - 7:50
8. Spiritdance - 6:25

## Издания и переиздания

### Издания
- 1995 - Osmose Productions - CD (OPCD-036)[1]
- 1995 - Osmose Productions - Gatefold LP (300 красных и 700 чёрных экземпляров) (OPLP-036)
- 1995 - Osmose Productions - MC (OPCS-036)
- 1996 - Osmose Productions - Дигипак CD (1000 помеченных вручную экземпляров) (OPCDL-036)
- 1996 - Morbid Noizz Productions - MC (MNP 118)

### Переиздания
- 2005 - Osmose Productions - Gatefold LP (300 экземпляров) (OPLP-036)
- 2005 - Black Lotus Records - Дигипак CD (1000 экземпляров) (BLRCD104)

## Участники записи
- Magus Wampyr Daoloth – бас, вокал
- Baron Blood – восьмиструнный бас, соло бас

### Сессионные участники
- Inferno – синтезатор, пианино
- Divad – соло и акустическая гитара
- Yiannis ”The Worshipper Of Pan” – саксофон, перкуссия
- George Panou – ударные